# FM Cultura (Porto Alegre)
FM Cultura é uma emissora de rádio brasileira sediada em Porto Alegre, capital do estado do Rio Grande do Sul. Opera no dial FM, na frequência 107,7 MHz, e pertence ao Governo do Estado do Rio Grande do Sul, juntamente com a TVE RS, e sua programação tem enfoque em gêneros de MPB, jazz e música erudita. Seus estúdios estão localizados na sede da TVE RS, em Santa Tereza, e seus transmissores estão no alto do Morro da Polícia. A FM Cultura é afiliada à Rádio MEC e retransmite alguns conteúdos produzidos pela emisssora da EBC.

## História
Inaugurada em 20 de março de 1989, 15 anos depois da inauguração oficial da TVE RS, a primeira emissora da Fundação Piratini. A rádio tem como principal objetivo oferecer um conteúdo público, produzido de forma plural.
Além de veicular uma produção voltada para um conteúdo de relevância social e cultural, algumas atrações da emissora permitem que jovens profissionais divulguem seus trabalhos. Programas como o Unirádio, por exemplo, propiciam a participação de universitários por meio da produção e veiculação de reportagens e documentários realizados por alunos de universidades do estado.
Além de viabilizar uma comunicação voltada para a livre expressão, as produções independentes têm espaço valorizado. O conteúdo oferecido pela Fundação Piratini também é beneficiado pelas parcerias que a instituição mantém com outras emissoras públicas nacionais.
A rádio passou por dificuldades de gestão desde seu princípio. A fundação era comandada por uma direção, indicada pelo governador do estado, e um conselho deliberativo, formado com representantes de entidades e da sociedade civil. A cada gestão, sucediam-se alterações de enfoque de acordo com a frente de partidos que o ocupa o poder.
A última decisão do governo, em 2016, foi de extinção da Fundação Cultural Piratini. Como resultado, houve dispensa e realocação de funcionários, com repasse da FM Cultura e da TVE para a Secretaria de Comunicação do estado. Parcela significativa da programação passou, então, a ser apenas musical. Em 2019, houve retomada de alguns programas da grade anterior ao fim da fundação.

## Programas e comunicadores
- Antena MEC[nota 1]
- Bossamoderna[nota 2]
- Café Cultura (Marcelo Bergter)
- Cantos do Sul da Terra (Demétrio Xavier)
- Clássicos na Manhã (Egon Bueno)
- Clube do Samba (Gerson Pont)
- Contemporânea (Marta Schmitt e Messias Gonzalez)
- Contracultura (Clarisse Diefenthäler)
- Conversa de Botequim (Alan Barcellos)
- Cultura Clube (Messias Gonzalez)
- Cultura Mundi (Marco Costa)
- Cultura na Madrugada
- Cultura na Mesa (Eduardo Osório)
- Cultura Nativa (Marco Costa)
- Cultura Rock Show (Marcelo Bergter)
- Lampeja Música (Marília Feix)
- Manhã Popular Brasileira (Alan Barcellos)
- Na Trilha da Tela (Jaqueline Chala)
- Nova Música do Brasil (Solano Ribeiro)
- O Sul em Cima
- Ópera da Semana (Egon Bueno)
- Ponteio (Juliano Vieira)
- Quilombo (Alan Barcellos e Domício Grillo)
- Rock Grande do Sul (Marco Costa)
- Samba Enredo (Vinícius Brito)
- Sonora (Eduardo Axelrud)
- Tom Brasil (Eloá Faé)
- Tons e Letras (Luís Dill)
- Tons e Notas (Egon Bueno)